# Musique en Sorbonne
Musique en Sorbonne est une association loi de 1901 déclarée et une marque déposée ; c'est surtout une organisation et une saison musicale parisienne qui fonctionne de 1982 à 2012 avec le soutien de l'université Paris IV-Sorbonne, des ministères de l'Enseignement supérieur, de la Culture et communication, et de la ville de Paris.

## Présentation
En accord avec le rectorat de l'Académie de Paris et des présidents des universités implantées en Sorbonne, l'association musicale voit le jour en mai 1982. Dans la convention qui la lie de façon privilégiée à l'Université de Paris-Sorbonne, il est prévu que Musique en Sorbonne remplisse plusieurs actions :
- organisation de la pratique musicale collective des étudiants de l'UFR de Musique et Musicologie de Paris IV s’apparentant à une formation musicale pré-professionnelle des instrumentistes et des choristes qui lui sont confiés.
- organisation d'une saison de concerts, d'un festival annuel, de tournées de concerts, production d'enregistrements.
- recherches et créations d'œuvres nouvelles.

À son arrivée à l'université Paris IV-Sorbonne en 1974, Jacques Grimbert crée, avec l'aide de Jean-Marie Houdayer, le « Chœur et Orchestre des Universités de Paris » renommé en 1976 « Chœur et Orchestre de l'Université Paris-Sorbonne » (COUPS) afin de souligner l'étroite collaboration avec l'université et son UFR spécialisée, il est alors nommé directeur de la musique par la présidence de l'université. Jacques Grimbert assure la direction artistique et musicale de Musique en Sorbonne de mai 1982 à mars 2008. C'est Johan Farjot, pianiste, compositeur et chef d'orchestre, assistant de Jacques Grimbert, qui prend à sa suite la direction artistique et musicale de Musique en Sorbonne.
Le Grand chœur de l'UFR de Musicologie (200 membres) et le Chœur de Paris-Sorbonne (90 membres) fonctionnent en synergie sous la conduite de Denis Rouger, chef de chœur, jusqu'en 2011, année où il est nommé à la Stattliche Hochschule für Musik de Stuttgart. Ces ensembles regroupent majoritairement des étudiants en musicologie, mais aussi des choristes confirmés de toutes origines. Le Chœur de Paris-Sorbonne sera invité par différents orchestres dont l'Orchestre de Paris et l'Orchestre de Lyon. L'Orchestre de Paris-Sorbonne, partenaire principal du choeur, est quant à lui composé d'une centaine d'instrumentistes diplômés des grands établissements musicaux (Conservatoire de Paris, CRR, École normale de musique) ; les étudiants sont encadrés par des instrumentistes chevronnés membres d'ensembles réputés comme le quatuor Parisii (Jean-Michel Berrette, violon, Dominique Lobet, alto), le quatuor Arpeggione au complet (Isabelle Flory, violon, Nicolas Risler, violon, Louis Fima,alto, Agnès Vesterman, violoncelle), le trio Cappa (Bernard Mathern, violon, Frédéric Lainé, alto, Marie-Hélène Beaussier, violoncelle), le quatuor Enesco (Florin Szigeti, violon et Dorel Fodoreanu, violoncelle) soucieux de leur transmettre une pratique instrumentale exigeante de niveau professionnel.
En 30 ans d'existence, Musique en Sorbonne organise des centaines de concerts tant en Sorbonne qu'au cours de tournées françaises et internationales (en Europe, aux États-Unis, Canada, Chine). À Paris les évènements ont lieu principalement en Sorbonne, au Grand Amphithéâtre pour les concerts choro-symphoniques, ou à l'amphithéâtre Richelieu pour les concerts de chœur seul ou de musique de chambre. Plusieurs séries de concerts sont également donnés dans la Cour d'Honneur de la Sorbonne. De 1981 à 2008 Musique en Sorbonne organise chaque année, fin juin début juillet, un festival à thème où sont invités de nombreux artistes et ensembles de musique de chambre. De 2008 à 2013 Musique en Sorbonne organise hors les murs (notamment au réfectoire des Cordeliers) un festival "Voix du Printemps" où sont invités des formations chorales, des artistes lyriques ou des ensembles de musique de chambre.
Jean-Marie Houdayer, Directeur Général délégué, a créé Musique en Sorbonne en 1982 et en a supervisé les activités jusqu'en 2013.
Les principaux présidents de l'association Musique en Sorbonne ont été des cadres ou chefs d'entreprises comme Francis Bruguière, Alain Demissy ou Daniel Morel.
En 2013, sous l’impulsion de Johan Farjot et Jean-Marie Houdayer, et avec le soutien du compositeur Karol Beffa, Musique en Sorbonne créé un nouvel ensemble parisien qui prend le nom de Orchestre et chœur de Paris-Sciences-et-Lettres; l'association change alors son nom pour Musique@ PSL signifiant ainsi son rattachement à la nouvelle université Paris Sciences et Lettres PSL Research University qui regroupe treize des plus prestigieux lieux d'enseignement parisiens.
Pour pallier la disparition des ensembles musicaux de l'université de Paris-Sorbonne, l'UFR de musique et musicologie décide de fonder en 2012 un chœur et un orchestre qui à la suite de la fusion des universités Paris-Sorbonne (Paris IV) et Pierre et Marie Curie (UPMC) en Sorbonne Universités, prend le nom de Chœur & Orchestre Sorbonne Université (COSU).

## Discographie
- Handel, Dettingen Te deum (1743) avec Jean Knibbs, Valery Hill, Ashley Strafford, Michael George, John Potter, Chœur national et orchestre de Paris-Sorbonne, direction Jacques Grimbert (1980) LP Calliope distribué par HM, notice de Jean-Francois Labie
- Gossec, Te Deum à grand orchestre, 1er enregistrement mondial, avec Jill Feldman, Brigitte Lafon, Gérard Lesne, Howard Milner, Glenn Chambers, Choeur national, Chœur et orchestre de Paris-Sorbonne, direction Jacques Grimbert (1989), Adda Distribution
- Purcell, King Arthur, 1er enregistrement de l’œuvre réalisé en France avec Jill Feldman, Isabelle Poulenard, Vincent Darras, Ian Honeyman, Glenn Chambers, Concerto Armonico (Budapest), Chœur de Paris-Sorbonne, direction Jacques Grimbert (1989) Adda Distribution 5811883/84
- Mozart, Ascanio in Alba, intégrale 1re version avec contre ténor, avec Michael Chance, Ascanio, Jill Feldman, Silvia, Rosa Mannion Fauno, Howard Milner, Aceste, Lorna Windsor, Venere, Concerto Armonico (Budapest), Chœur de Paris-Sorbonne, direction Jacques Grimbert. (1990) coffret avec livret Adda Distribution  590043/44 puis Naxos 8.660040-41
- Mozart, Requiem KV 626, La Flûte enchantée KV 620 (Acte II, extraits), enregistrement public avec Jill Feldman, soprano, Jacqueline Mayeur, mezzo, Ian Honeyman, ténor, Michael George, basse, Chœur de Paris-Sorbonne, Concerto Europea (instruments anciens), direction Jacques Grimbert (1991) autoproduction MES
- Hasse, Requiem en Ut Majeur 1er enregistrement mondial avec Mireille Patrois, soprano, Elizabeth Mc Cormack, mezzo, Vincent Darras, haute-contre, Gilles Ragon, ténor, Jean-Claude Sarragossse, basse, Chœur et orchestre de Paris-Sorbonne, direction Jacques Grimbert, (1991) Adda Distribution 590069
- Blanchard, Te Deum, Jubilate, Misericordias, 1er enregistrement mondial avec Jill Feldman, Lorna Windsor, Gérard Lesne, Michael Goldthorpe, Adrian Brand, Peter Harvey, Chœur et orchestre de Paris-Sorbonne, direction Jacques Grimbert (1992) Adda Distribution 590124/25. Une édition "Motets versaillais" reprenant le Te Deum et le Jubilate est réalisée spécialement pour "Splendors of Versailles" Jackson, Mississippi Arts Pavillon (1 avril-31 août 1998) à la demande de Jack Kyle, initiateur de plusieurs "Splendors".
- Ravel, Debussy, Caplet, Cantates du Concours de Rome 1er enregistrement mondial. Ce CD rassemble la cantate Myrrha d'André Caplet, la cantate Le printemps de Claude Debussy et les cinq cantates infructueuses de Maurice Ravel : Les Bayadères (1900), Tout est Lumière (1901), La Nuit (1902), Matinée de Provence (1903), L'Aurore (1905) avec les soprani Sharon Coste, Brigitte Desnoues et Gaële Le Roi, Marc Duguay, ténor, Jean-François Lapointe, baryton, Chœur et orchestre de Paris-Sorbonne, direction Jacques Grimbert (1993) Naxos Patrimoine 8.550764
- Gounod, Tobie petit oratorio, Gallia cantate, 1er enregistrement mondial avec Cécile Perrin, soprano, Delphine Haidan, mezzo, Marc Duguay, ténor, Fernand Bernadi, basse, Chœur et orchestre de Paris-Sorbonne, direction Jacques Grimbert (1995) Naxos Patrimoine 8.553720
- Liszt, Missa Solemnis "Graner Messe" pour la dédicace de la Basilique d'Estergom avec Anne-Marguerite Werster, soprano, Liliana Bizineche-Eisinger, mezzo-soprano, Guy Flechter, ténor, Johannes Schmidt, baryton-basse Chœur et orchestre de Paris-Sorbonne, direction Jacques Grimbert (1997) BMG Arte Nova Classics 74321 65418 2
- Panorama de la musique française, enregistrement public, réalisé spécialement pour le tournée américaine "Splendors of Versailles" au Mississippi (1998) MES 0801
  - Berlioz, Les nuits d’été avec Sharon Coste, soprano, Orchestre de Paris-Sorbonne direction Jacques Grimbert
  - Chabrier, Gwendoline (ouverture) Orchestre de Paris-Sorbonne direction Jacques Grimbert
  - Massenet, Thaïs (Méditation) avec Bernard Mathern, violon, Orchestre de Paris-Sorbonne direction Jacques Grimbert
  - Poulenc, La Dame de Monte Carlo avec Sharon Coste, soprano, Orchestre de Paris-Sorbonne direction Jacques Grimbert
  - Offenbach / Rosenthal, Gaîté parisienne (extraits) Orchestre de Paris-Sorbonne direction Jacques Grimbert
- Gardel, Piazzolla, Atilio Stampone, Osvaldo Berlingeri, Pablo Ziegler, Tangos avec orchestre symphonique et chœurs, enregistrement public de 1997 avec Laurent Guanzini, piano, Hugo Daniel, bandonéon, Florin Szigeti, violon, Hugo Diaz Cardenas, guitare, Felipe Canales, contrebasse, Raùl Funes et Chango Manzo, chant, Chœur et orchestre de Paris-Sorbonne, direction Jacques Grimbert (1998 / 2007) 2 CD MES 0298
- Gershwin, Rhapsodie in Blue, Someone to watch over me, Porgy and Bess  (A symphonic picture) enregistrement public de 1999 avec Laurent Guanzini Trio, Chœur et orchestre de Paris-Sorbonne, direction Jacques Grimbert MES 0399
- Bernstein, West Side Story (extraits), enregistrement public de 1999, Chœur et orchestre de Paris-Sorbonne, direction Jacques Grimbert MES 0399
- Bach, Stokowski, Bach-Stokowski, transcriptions pour orchestre symphonique, enregistrement public avec Orchestre de Paris-Sorbonne, direction Jacques Grimbert (2000) Arsis Classics
- Haydn, Die Schöpfung La création (extraits) enregistrement public avec Cécile de Boever, soprano, Léonard Pezzino, ténor, Peter Harvey, baryton-basse, Yves Castagnet, continuo, Chœur et orchestre de Paris-Sorbonne, direction Jacques Grimbert (2001) MES 0101
- Jacques Grimbert, "Comme un poisson dans l'eau", enregistrement public de concert (1999) pour les 70 ans de Jacques Grimbert, œuvres chorales de Jacques Grimbert, Solitude sur la montagne de Ole Bull, Oh, lune argentée de Dvorak, tangos, Bernstein, Peter Heidrich,... avec Phonema, le Madrigal de Compiègne, Sotto Voce, Chœur du Campus d'Orsay, Lumen Lumine, Résonance, Eric Durand, piano, Mahery Andrianaivoravelona, piano, Séverine Grimbert, soprano, Stéfana Fodoreanu, piano, Peterson Cowan, ténor, Ian Honeyman, ténor et piano, Peter Herresthal, violon, Laurent Guanzini, piano, Florin Szigeti, violon, Bernard Mathern, violon, Gilles Deliège, alto, Magdalene Schneider, violoncelle, Felipe Canales, contrebasse, Chœur de Paris-Sorbonne direction Denis Rouger, Orchestre de Paris-Sorbonne, direction Harald Herresthal (2011)  MES 0100
- Le grand opéra russe
  - Tchaïkovski, Eugen Onéguine (choeur et danses des faucheurs) enregistrement public avec Marc Haffner, ténor, Chœur et orchestre de Paris-Sorbonne, direction Jacques Grimbert (2001) MES 0201
  - Moussorgski, La foire de Sorotchintsi Une nuit sur le Mont chauve (version originale avec choeur) avec Delphine Collot, soprano, Jean-Michel Sereni, baryton, Choeur et orchestre de Paris-Sorbonne, direction Jacques Grimbert (2001) MES 0201
  - Moussorgski, Boris Godounov (extraits) Paul Médioni, basse (Boris), Choeur et orchestre de Paris-Sorbonne, direction Jacques Grimbert (2001) MES 0201
  - Borodine, Prince Igor (Danses Polovtsiennes N° 1, 2 et 3) avec Jean-Michel Sereni, baryton, Choeur et orchestre de Paris-Sorbonne, direction Jacques Grimbert (2001) MES 0201
- Brahms, Un Requiem allemand Ein deutsches Requiem (version pour deux pianos et chœur) enregistrement public avec Yves Castagnet, piano, Christophe Henry, piano, Marie-Pierre Wattiez, soprano, Alain Buet, baryton Choeur de Paris-Sorbonne, direction Denis Rouger (2003) MES 0103
- Liturgie des funérailles à la Chapelle Impériale de Vienne (2003) MES 0301
  - Grégorien Chœur grégorien de Paris (1999)
  - Haydn, Libera me, Chœur et orchestre de Paris-Sorbonne, direction Jacques Grimbert (1999)
  - Mozart, Requiem, avec Jill Feldman, soprano, Jacqueline Mayeur, mezzo, Ian Honeyman, ténor, Michael George, basse, Chœur de Paris-Sorbonne, Concerto Europea, direction Jacques Grimbert (1991)
  - Mozart, Ave verum, version pour soli chœur et orchestre avec Sylvie Colas, soprano, Michelle Walton, mezzo, Huw Rhys-Evans, ténor, Vincent Pavesi, basse, Chœur et orchestre de Paris-Sorbonne, direction Jacques Grimbert (1999)
- Richard Strauss, Vier letzte Lieder, enregistrement public avec Ariane Douguet, soprano, Orchestre de Paris-Sorbonne, direction Jacques Grimbert (2005) MES 0502
- Prokofiev, Alexandre Nevsky enregistrement public avec Delphine Haidan, mezzo, Chœur et orchestre de Paris-Sorbonne, direction Jacques Grimbert (2005) MES 0501
- Rachmaninov, Trois chansons russes Chœur et orchestre de Paris-Sorbonne, direction Jacques Grimbert (2005) MES 0501
- Johann Sebastian Bach, Johannes Passion, enregistrement public au Cirque d'hiver pour le 30ème anniversaire du COUPS, avec Peter Udland Johansen (Evangéliste), Jaël Azzaretti, soprano, William Towers, contre-ténor, Mathias Vidal, ténor, Philippe Georges, baryton, Konstantin Wolff, basse, Choeur d'assemblée, Grand choeur de l'UFR de musicologie, Denis Rouger, chef de chœur, Chœur et orchestre de Paris-Sorbonne, direction Jacques Grimbert, (2006) MES 0602
- Beethoven, Concerto no 5 L'Empereur, enregistrement public, salle de la Mutualité, Abdel Rahman El Bacha, piano, Orchestre de Paris Sorbonne, direction Jacques Grimbert, (2006) MES 0601
- Schubert, Symphonie no 8 Inachevée enregistrement public, Orchestre de Paris Sorbonne, direction Jacques Grimbert, (2006) MES 0601
- Jazz symphonique
  - Leroy Anderson, A trumpeter's Lullaby, Blue tango, Jazz legato, Jazz pizzicato, The waltzing cat, The girl in satin, Belle of the ball, Sleigh ride, enregistrement public, Orchestre de Paris Sorbonne, direction Jacques Grimbert, (2007) MES 0701
  - Dimitri Chostakovitch, Suite n°2 pour orchestre de jazz, enregistrement public, Orchestre de Paris Sorbonne, direction Jacques Grimbert, (2007) MES 0701
  - George Gershwin, Porgy and Bess (A symphonic picture), enregistrement public, Orchestre de Paris Sorbonne, direction Jacques Grimbert, (2007) MES 0701
- Rachmaninov, Concerto no 2 pour piano, enregistrement public, MikhaÏl Faerman, piano, Orchestre de Paris Sorbonne, direction Johan Farjot, (2008) MES 0801
- Moussorgski, Une nuit sur le Mont Chauve (version avec chœur), opéras inachevés : La défaite de Sennacherib, Œdipe, Salammbô, Joshua, avec Florin Szigeti, violon, Jacqueline Mayeur, mezzo, Chœur et orchestre de Paris-Sorbonne, direction Johan Farjot, (2008) MES 0802
- Reynaldo Hahn, Le jour, La nuit, L'obscurité,Thaliarque, Gardez le trait, Pleurez avec moi Sara Beucler, piano, Mélodie Michel, soprano, Brice Legée, ténor, Choeur de Paris-Sorbonne, direction Denis Rouger MES 0803
- Ravel, Boléro, Tzigane, Daphnis et Chloé ballet et suite no 2 (extraits), enregistrement public avec Vanessa Szigeti, violon, Chœur et orchestre de Paris-Sorbonne, direction Johan Farjot, (2009) MES 0902
- Hersant Philippe, Musical humors avec Arnaud Thorette, alto, Orchestre de Paris-Sorbonne, direction Johan Farjot, (2009) Triton Live TRI331170
- Florilège, enregistrement public en Chine (2010-2011) MES 1101
  - Strauss Johan, père, Marche de Radetzky Orchestre de Paris-Sorbonne, direction Johan Farjot
  - Strauss Johan, fils, Le Beau Danube bleu Orchestre de Paris-Sorbonne, direction Johan Farjot
  - Beethoven, Fantaisie op. 80 pour piano, orchestre et chœur, Johan Farjot, piano, Chœur et orchestre de Paris-Sorbonne, direction Johan Farjot
  - Verdi, Chœur des gitanes: chœur des matadors, Va pensiero Chœur et orchestre de Paris-Sorbonne, direction Johan Farjot
  - Offenbach, La Belle Hélène (Dansons,aimons, buvons), Les Contes d'Hoffmann (Barcarolle), Orphée aux enfers (Menuet et Galop) Chœur et orchestre de Paris-Sorbonne, direction Johan Farjot
- George Gershwin, Rhapsody in Blue, Un Américain à Paris avec Guillaume Cornut, piano, Orchestre de Musique en Sorbonne, direction Johan Farjot, (2012) MES 1201